# Georg Melchior Giese
Georg(e) Melchior Giese († nach 1765) war ein leitender kursächsischer Beamter. Er war Verweser des kursächsischen Mühlenamtes Annaberg.

## Leben und Wirken
In den Jahren 1751 bis 1765 ist er als Mühlenamtsverweser in der Amtsstadt Annaberg im Erzgebirge nachweisbar.